# Бирюк, Елена Васильевна
Елена Васильевна Бирюк (Бирюк-Кучеравлюк) (укр. Олена Василівна Бірюк; 8 октября 1932 — 9 сентября 2021) — советская и украинская спортсменка и тренер. Мастер спорта СССР (1956). Заслуженный мастер спорта СССР по художественной гимнастике (1964), судья всесоюзной и международной категорий (1987).
Кандидат педагогических наук (тема «Исследование функции равновесия тела и пути её совершенствования при занятиях художественной гимнастикой», 1974). Автор нескольких книг (в том числе — переведенных на иностранные языки) и более 150 научных публикаций.

## Биография
Родилась 8 октября 1932 года в селе Малая Стружка Каменец-Подольской области Украинской ССР, ныне ныне Хмельницкой области Украины. Почти сразу после её рождения семья переехала на Урал.
Училась в Свердловском физкультурном техникуме, занималась в ДСО «Трудовые резервы».
В 1954 году окончила Киевский государственный институт физкультуры (ныне Национальный университет физического воспитания и спорта Украины). Становилась четырехкратной абсолютной чемпионкой СССР (1956—1958, 1963) и 12-кратной абсолютной чемпионкой Украинской ССР по художественной гимнастике. Первой из украинских гимнасток и одной из первых в СССР получила в 1964 году звание заслуженного мастера спорта. Тренировалась у И. А. Бражника. Член сборной команды СССР с 1955 года.
После завершения спортивных выступлений, преподавала на кафедре физического воспитания в Киевском государственном институте физкультуры (1954—1958); затем работала доцентом этого вуза (1958—1993). Одновременно работала тренером ДСО «Буревестник». Была режиссером-постановщиком массово-гимнастических представлений, проводила уроки по ритмической гимнастике на украинском телевидении. Некоторое время работала тренером в Италии, Финляндии и Швейцарии.
В 2006 году была удостоена стипендии Кабинета Министров Украины.
Умерла 09 сентября 2021 года от ишемической болезни сердца в возрасте 88 лет. Похоронена на Южном кладбище в Киеве.

## Награды
- Орден «Знак Почёта»
- Медаль «За трудовую доблесть» (27.04.1957) — «за успехи, достигнутые в деле развития массового физкультурного движения в стране, повышения мастерства советских спортсменов, и успешное выступление на международных соревнованиях»